# Linea Oro (Bangkok)
La linea Oro della BMA (Bangkok Metropolitan Administration) è un people mover sopraelevato monorotaia di Bangkok, in Thailandia. Si dirama lungo il fiume Chao Phraya nel grande agglomerato urbano di Thonburi e collega la stazione di Khrung Thonburi alla stazione di Khlong San. La stazione di Khrung Thonburi si trova nei pressi dell'omonima stazione dei treni sopraelevati della Linea Silom. Il primo tratto della linea Oro, lungo 1,72 chilometri, è stato inaugurato il 16 maggio 2020 e comprende tre stazioni. È già stato approvato il progetto del prolungamento di circa 1 km dopo la stazione di Khlong San, e alla nuova stazione ci sarà un interscambio con il futuro prolungamento della Linea Viola della Metropolitana di Bangkok.
La struttura fu creata con finanziamenti privati al fine di portare clienti al centro commerciale Iconsiam, uno dei più grandi in Asia, inaugurato nel novembre 2018. La linea è gestita con un contratto trentennale dalla Bangkok Mass Transit System Public Company Limited, che gestisce anche le linee del Bangkok Skytrain.

## Storia
La linea non faceva parte dei piani dell'amministrazione locale, che accettò la proposta dei proprietari del grande centro commerciale Iconsiam, interessati ad avere un prestigioso mezzo di trasporto per invogliare i clienti a raggiungere la loro proprietà. Il progetto fu approvato dal governo thailandese nel settembre 2016 e fu inizialmente prevista l'inaugurazione della linea per la fine del 2018. I primi lavori ebbero inizio nel giugno 2018.
Il progetto e lo sviluppo della linea fu a cura della Krungthep Thanakom PCL, azienda collegata alla  Amministrazione metropolitana di Bangkok. I lavori furono finanziati dalla Siam Piwat, azienda privata che gestisce alcune delle più grandi shopping mall di Thailandia, compreso l'Iconsiam. L'inaugurazione avvenne il 16 dicembre 2020 alla presenza del primo ministro.

## Percorso

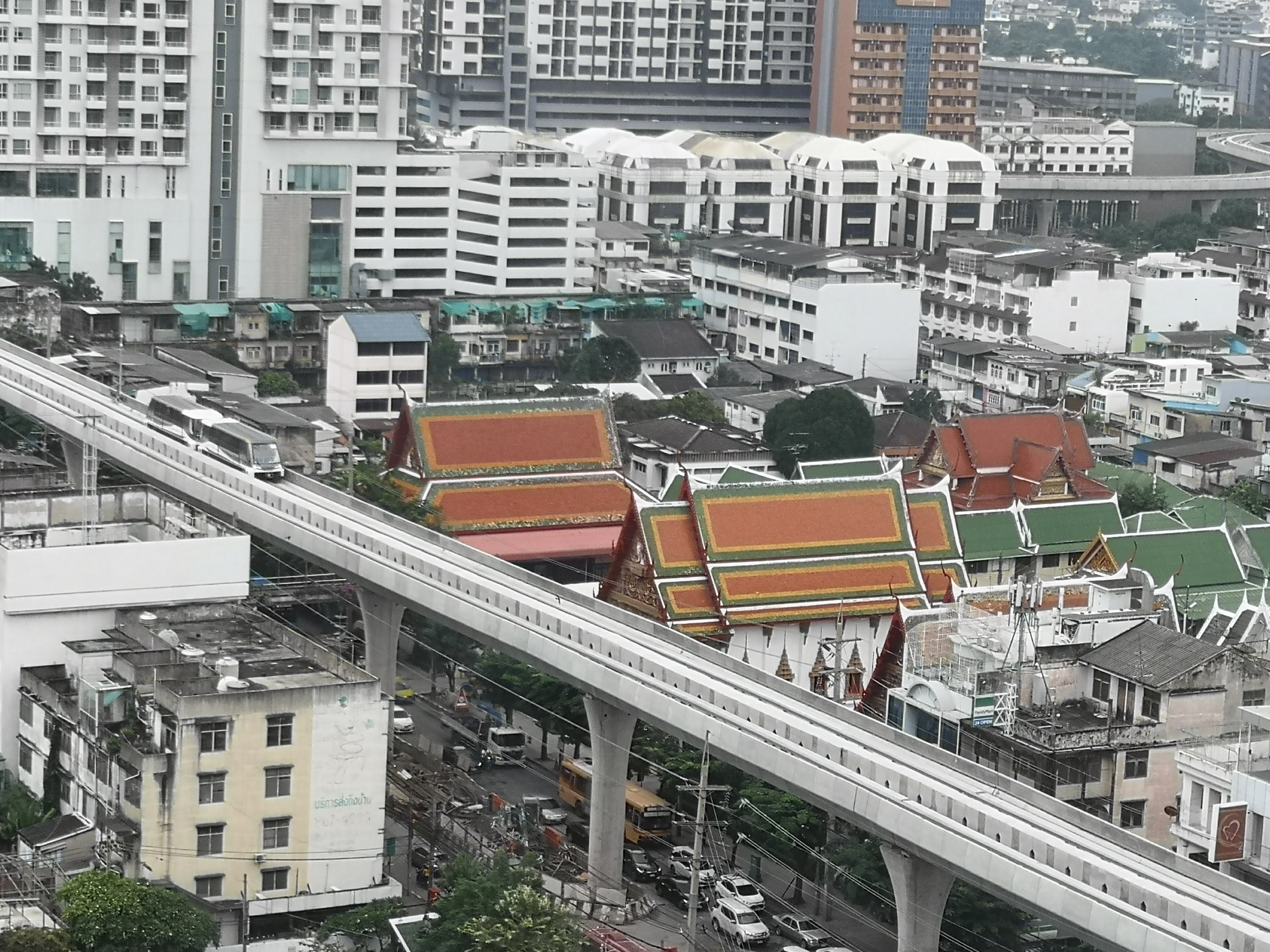
Linea Oro

|  |                 |         |             |  |  |
|  | Khrung Thonburi | กรุงธนบุรี | Linea Silom |  |  |
|  | Charoen Nakhon  | เจริญนคร |             |  |  |
|  | Khlong San      | คลองสาน |             |  |  |
|  |                 |         |             |  |  |

| Unknown route-map component "uexdCONTgq" | Unknown route-map component "uextINTq" + Unknown route-map component "HUBa" | Unknown route-map component "uextSTRq" | Unknown route-map component "uextCONTfq" | Unknown route-map component "d" |

| Unknown route-map component "HUB" | Unknown route-map component "uexhENDEa" |  |

| Unknown route-map component "HUBlf" | Unknown route-map component "uexhINT" + Unknown route-map component "HUBeq" |  |

| Unknown route-map component "HUBrg" | Unknown route-map component "uhKINTxa" + Unknown route-map component "HUBeq" |  |

| Unknown route-map component "exdCONTgq" | Unknown route-map component "extINTq" + Unknown route-map component "HUBe" | Unknown route-map component "uemhKRZt" | Unknown route-map component "extCONTfq" | Unknown route-map component "d" |

| Unknown route-map component "uhBHF" |

| Unknown route-map component "uhKINTaq" + Unknown route-map component "HUBa" | Unknown route-map component "uhSTRr" |  |